# Боярская городская община
Боярская городская территориальная община (укр. Боярська міська територіальна громада) — территориальная община в Фастовском районе Киевской области Украины. Административный центр — город Боярка.
Площадь общины — 208,15 км², население — 50 607 человек (2020).

## История
Образована 12 июня 2020 года путём объединения Боярского городского совета, Заборского, Княжицкого, Малютянского, Тарасовского сельских советов Киево-Святошинского района, Дзвонковского сельского совета Васильковского района и Новосёлковского сельского совета Макаровского района.

## Населённые пункты
В состав общины входит 1 город и 10 сел:
| Населенный пункт | Население (2020) |
| ---------------- | ---------------- |
| Боярка           | 35411            |
| Тарасовка        | 7310             |
| Заборье          | 2532             |
| Малютянка        | 1789             |
| Княжичи          | 1347             |
| Жорновка         | 834              |
| Новосёлки        | 670              |
| Новое            | 555              |
| Иванков          | 460              |
| Перевоз          | 265              |
| Дзвонковое       | 104              |